# Politiezone Sint-Niklaas
Politiezone Sint-Niklaas (zonenummer 5432) is een middelgroot politiekorps in de provincie Oost-Vlaanderen.
Lokale Politie Sint-Niklaas bestaat uit de stad Sint-Niklaas en zijn deelgemeenten Nieuwkerken-Waas, Belsele en Sinaai. Het is een ééngemeentezone en behoort tot het gerechtelijk arrondissement Oost-Vlaanderen.

## Samenstelling
Sinds 2 juni 2023 is de leiding in handen van Hoofdcommissaris-Korpschef Jo De Geest.
Lokale Politie Sint-Niklaas telt 247 medewerkers. 80 % van hen behoort tot het operationeel kader en heeft volledige politiebevoegdheid (inspecteur, hoofdinspecteur, commissaris, hoofdcommissaris) of een beperkte politiebevoegdheid (agent). De andere 20 % personeelsleden zijn burgers met vooral adviserende, logistieke en/of administratieve taken.

## Werking
Lokale Politie Sint-Niklaas is verantwoordelijk voor de basispolitiezorg die bestaat uit de volgende diensten of taken:
- Interventie
- Onthaal
- Wijkwerking
- Lokale recherche
- Handhaven van de openbare orde
- Verkeer
- Slachtofferbejegening

Daarnaast beschikt Lokale Politie Sint-Niklaas over gespecialiseerde diensten zoals milieu- en dierenpolitie, diefstalpreventie en team jeugd en gezin. Het korps beschikt bovendien over gespecialiseerde zedeninspecteurs, om slachtoffers van seksueel geweld op de best mogelijke manier bij te staan. Sinds september 2019 beschikt Lokale Politie Sint-Niklaas over een fietsteam, dat zich snel en vlot tussen het stadsverkeer begeeft.
Voor de wijkwerking is Lokale Politie Sint-Niklaas ingedeeld in drie sectoren: Centrum, West en Oost. Elke sector kent een sectorchef en er zijn verschillende wijkinspecteurs aan verbonden. De wijkpolitie heeft een uitgebreid takenpakket: ze doet woonstvaststellingen, voeren kantschriften uit, bewaken de orde op evenementen, houden toezicht, geven bijstand aan de deurwaarder en andere politiediensten,...
In mei 2021 mocht Lokale Politie Sint-Niklaas politiehond Murphy verwelkomen. De hond pakt de overlast aan op evenementen, in het stadscentrum en in de uitgangsomgeving. In de nabije toekomst zal Murphy gezelschap krijgen van een tweede politiehond, Ivar.

## Zonaal Veiligheidsplan
Een zonaal veiligheidsplan wordt opgesteld voor zes jaar. Ieder jaar wordt dit plan geëvalueerd en bijgestuurd en voor ieder fenomeen wordt jaarlijks samen met partners een actieplan uitgewerkt.
Voor de lokale politie Sint-Niklaas zijn de thema's tot 2025: verkeersveiligheid- en leefbaarheid, seksueel geweld, drugs, verhogen veiligheidsgevoel in het centrum en dadergerichte aanpak. Intern werkt de politiezone aan maatschappelijk verantwoord ondernemen en een integraal HR-beleid.